# Милошевич, Никола
Никола Милошевич (серб. Никола Милошевић; 17 апреля 1929, Сараево — 24 января 2007, Белград) — сербский философ, теоретик литературы, писатель, профессор, академик Сербской академии наук и искусств, политический деятель, организатор и лидер Сербской либеральной партии.

## Биография
Окончил философский факультет Белградского университета. С 1969 года — профессор теории литературы на филологическом факультете в альма-матер, читал курсы по творчеству Достоевского и древней поэтике. Действительный член Сербской академии наук и искусств с 1991 года.
Один из основателей Демократической партии Сербии и Сербской либеральной партии, критик режима Слободана Милошевича.
В 2003 году был избран депутатом скупщины Сербии.
Был президентом фонда им. Милоша Црнянского.
Умер в Белграде после продолжительной болезни в возрасте 78 лет.

## Научная и творческая деятельность
Плодотворно работал в области философии, занимался литературной деятельностью, журналистикой и литературной критикой.
Автор книг, литературно-исторических и литературно-теоретических исследований, а также многочисленных рецензий и литературно-критических статей.
Ему принадлежит более двадцати книг по вопросам философии и литературно-теоретическим проблемам, несколько книг на политические темы и три художественных романа.
В литературно-теоретической работе, в основном, занимался анализом герменевтики, исследовал произведения мировой литературы (Камю, Сервантеса, Достоевского и др.).
Н. Милошевич — один из первых сербских мыслителей, которые занимались анализом русской религиозной философии (особенно, Н. А. Бердяева).
Кроме того, занимался проблемам философской антропологии, философии религии, отношениями между литературой и философией, а также взаимосвязью между идеологией и философией (в частности, им рассмотрены различные вопросы марксистской идеологии и философии).

## Избранные публикации
- Антропологические очерки / Антрополошки есеји,
- Роман Милоша Црнянского / Роман Милоша Црњанског,
- Отрицательный юноша (герой) / Негативан јунак,
- Идеология, Психология и творчество / Идеологија, психологија и стваралаштво,
- Андрич и Крлежа как антиподы / Андрић и Крлежа као антиподи,
- Виноградник на песке / Зиданица на песку,
- Чем Лукач обязан Ницше / Шта Лукач дугује Ничеу,
- Философия структурализма / Филозофија структурализма,
- Достоевский как мыслитель / Достојевски као мислилац,
- Марксизм и иезуитство / Марксизам и језуитизам,
- Психология познания / Психологија знања,
- Антиномия марксистской идеологии / Антиномија марксистичких идеологија,
- Православие и демократия / Православље и демократија
- Царство Божие на земле. Философия различия / Царство Божије на земљи. Филозофија диференције
- Есть ли смысл в истории / Има ли историја смисла
- Философия и психология / Филозофија и психологија
- Коробка из орехового дерева / Кутија од ораховог дрвета
- Тени прошлого любви / Сенке минулих љубави